# Aydius
Aydius ist eine französische Gemeinde mit 103 Einwohnern (Stand 1. Januar 2022) im Département Pyrénées-Atlantiques in der Region Nouvelle-Aquitaine. Sie gehört zum Arrondissement Oloron-Sainte-Marie und zum Kanton Oloron-Sainte-Marie-1 (bis 2015: Kanton Accous).
Der Name in der gascognischen Sprache lautet Aidius.

## Geographie
Aydius liegt ca. 30 km südlich von Oloron-Sainte-Marie in einem Seitental des Aspetals, einer der drei Täler des Hoch–Béarn. Die höchste Erhebung im Gebiet der Gemeinde ist der Montagnon d’Iseye (2173 m).
Umgeben wird der Ort von den Nachbargemeinden:
|        | Sarrance                                    | Bielle               |
| Bedous | Kompassrose, die auf Nachbargemeinden zeigt | Gère-Bélesten Laruns |
|        | Accous                                      |                      |

Aydius liegt im Einzugsgebiet des Flusses Adour. Ein Zufluss des Gave d’Aspe, der Gave d’Aydius, oder auch Gabarret oder Gave de Bérangueil genannt, bewässert das Ortsgebiet mit seinen Zuflüssen:
- Ruisseau des Arrecas und sein Zufluss, der Ruisseau de Gensenouse
- Arigalos
- Ruisseau de Salars, auch Ruisseau d’Arces genannt, und sein Zufluss, der Ruisseau d’Iteraille
- Gave de Bouren und sein Zufluss, der Ruisseau d’Ilhiec
- Ruisseau Sarité und sein Zufluss, der Ruisseau de Traillère
- Ruisseau de Sahun.[3]

## Geschichte
Der Landstrich ist bereits in der Bronzezeit bewohnt, wie eine Grotte beweist, die „Unterschlupf von Gandon-Lassus“ genannt wird und eine Höhlenmalerei aufweist. Bei einer Volkszählung im Jahre 1385 wird das Dorf erstmals erwähnt. Es wurden 30 Haushalte gezählt und vermerkt, dass das Dorf in der Bailliage des Archidiakonats von Aspe liegt. Paul Raymond, Archivar und Historiker des 19. Jahrhunderts, gab an, dass es ein Laienkloster in Abhängigkeit des Vicomtes von Béarn gab.
Es gab Bäder am Ufer des Gave d’Aydius, die von warmen eisenhaltigen Wasser gespeist wurden und Linderung bei rheumatischen Beschwerden, Ischialgie, Rückenschmerzen oder Blutarmut versprachen. Lange Zeit vielbesucht trotz des beschwerlichen Zugangs zum Dorf, sank der Zuspruch um 1920 auf nur noch etwa zwanzig Kunden pro Saison, und nach 1944 wurde der Badebetrieb geschlossen. Erst 1959 wurde das Dorf an den Strom angeschlossen.

### Einwohnerentwicklung
Nach dem Höhepunkt von fast 900 Einwohnern in der Mitte des 19. Jahrhunderts ist die Zahl bis in die heutigen Tage bis unter 100 gesunken. Erst seit der Jahrtausendwende scheint sich dieser Trend aufgrund des aufkommenden Tourismus leicht umzukehren.
| Jahr      | 1962 | 1968 | 1975 | 1982 | 1990 | 1999 | 2006 | 2009 | 2022 |
| --------- | ---- | ---- | ---- | ---- | ---- | ---- | ---- | ---- | ---- |
| Einwohner | 98   | 88   | 94   | 67   | 74   | 80   | 100  | 101  | 103  |

## Sehenswürdigkeiten

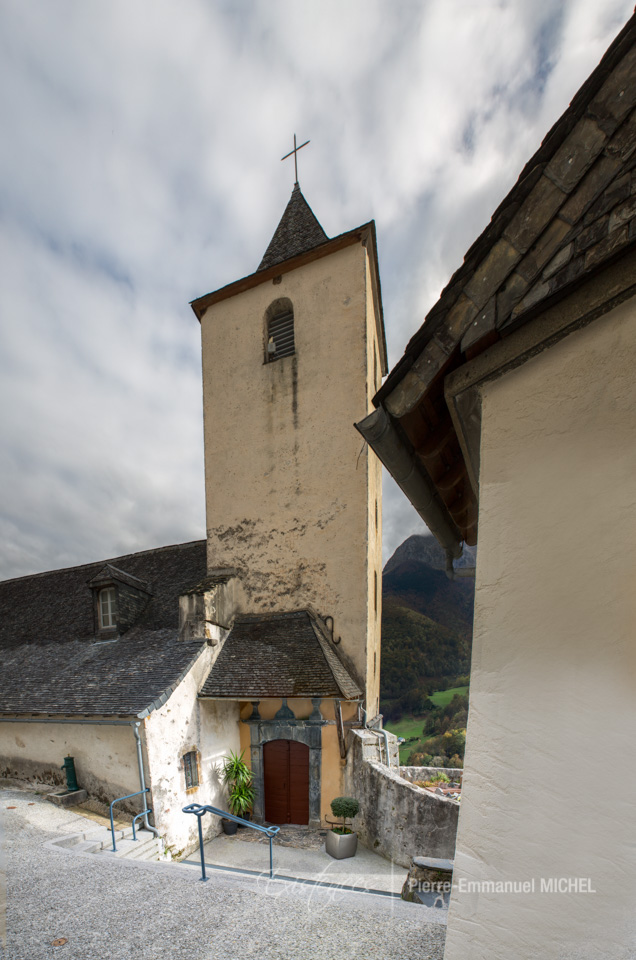
Pfarrkirche Saint-Martin in Aydius

- Pfarrkirche, gewidmet Martin von Tours, im 14. Jahrhundert erbaut. Aus dieser Zeit ist ein Eingang im gotischen Stil erhalten. Gegen Ende des 18. Jahrhunderts wurde sie im Stil der Neuromanik umgebaut, was ihr äußeres Bild insbesondere durch die Errichtung eines Glockenturms oberhalb des Eingangs veränderte. Das Innere des dreischiffigen Gebäudes entspricht mit den Farben und Vergoldungen eher dem Stil des Barock, was insbesondere auf den Altaraufsatz zutrifft. Lebhafte Farben auf den Säulen und Rahmen auf dem Holz vermitteln den Eindruck von Marmor. Im Zentrum befindet sich eine Statue von Martin in Gestalt eines Bischofs, ein Amt, das er im 4. Jahrhundert innehatte. Links von ihm steht eine Statue des Paulus von Tarsus, zu erkennen an dem Schwert, durch das er hingerichtet sein soll, rechts von ihm Simon Petrus, zu erkennen an den Schlüsseln. Auf der oberen Ebene des Altaraufsatzes blickt Gott der Vater von oben herab, oberhalb davon symbolisiert eine Taube, umrahmt von Rankenornamenten, den Heiligen Geist.[9][10][11]
- Haus Ichante. Im Zentrum des Dorfes steht ein Haus mit vielen Wandmalereien. Sie sind Werke vom Pfarrer Joseph Ichante (1777–1857), Schriftsteller, Maler, Graveur, Bildhauer und Besitzer des 1807 erbauten Hauses. Unter den Zeichnungen und Gravuren an den Hauswänden finden sich patriotische Bilder seiner Zeit, der Baum der Freiheit, die französische Trikolore, Napoleon Bonaparte, Soldaten. Auf Schieferplatten sind der Stammbaum der Familie und die Geschichte Frankreichs von der Französischen Revolution bis zur Julimonarchie eingraviert. An den Pfeilern des Taubenschlags sind philosophische und religiöse Anmerkungen angebracht.[12][13]

## Wirtschaft und Infrastruktur
Aydius liegt in der Zone AOC des Ossau-Iraty, eines traditionell hergestellten Schnittkäses aus Schafmilch.

### Verkehr
Die einzige Verbindung zum französischen Straßennetz ist die Route départementale 237, die als Stichstraße vom Aspetal hinauf in das Dorf führt.

## Persönlichkeiten
Pierre Loustaunau (geboren 1754 in Aydius, gestorben 1841 in Syrien). Sein Lebensweg begann als einfacher Schäfer. Mit 23 Jahren verkaufte er seine Herde und schiffte nach dem Senegal ein. Allerdings verschlug es ihn bei dieser Reise über Cayenne nach Kalkutta. Weil er zu dem Zeitpunkt mittellos war, schloss er sich der Armee des Rajas an und erlangte das Vertrauen des Prinzen von Scindia, der ihn zum General beförderte. Er kämpfte gegen englische Truppen und erlangte eine gewisse Bekanntheit. 1795 kehrte er reich entlohnt für seine Dienste nach Frankreich zurück, wo ein großer Teil dieses Reichtums bald verloren ging. Allerdings konnte sich Loustaunau von einem gebliebenen Rest zwei Häuser in Pau und Tarbes sowie Eisenminen im Aspetal kaufen. Ein Überfall spanischer Truppen zerstörte jedoch seinen gesamten Besitz. Fortan irrte er in Spanien herum und schiffte sich schließlich nach dem Orient ein, wo er ins Gefängnis kam und in die Sklaverei abrutschte. Er konnte fliehen und fand Zuflucht bei Hester Stanhope, die in einem autonomen Gebiet bei Palmyra herrschte. Dort starb er mit 87 Jahren in ärmlichen Verhältnissen.